# 苏华 (1908年)
苏华（1908年—2008年），原名黄德馥，女，福建莆田人，中华人民共和国政治人物。曾任中共福建省委委员、妇女委员会书记、福建省妇联主任。

## 生平
1931年加入中国共产党。1954年，当选第一届全国人民代表大会代表。